# Fulbert Youlou
Fulbert Youlou (19. července 1917 Madibou – 6. května 1972 Madrid) byl konžský kněz a politik, zvaný Abbé Youlou, první prezident nezávislé Konžské republiky.

## Život
Pocházel z kmene Lariů žijících na pobřeží nádrže Malebo. V devíti letech byl pokřtěn, absolvoval kněžský seminář v Yaoundé a Libreville, v roce 1946 byl vysvěcen na římskokatolického kněze a od roku 1949 byl vikářem v Brazzaville. Postupně se přiklonil k hnutí matsouanistů, spojujících křesťanství s domorodým náboženstvím a požadujících odchod francouzských kolonizátorů z Konga. V roce 1956 byl pro své politické aktivity jako kněz suspendován, téhož roku založil vlastní stranu Demokratický svaz na obranu afrických zájmů (Union démocratique de défense des intérêts africains, UDDIA), za kterou byl zvolen starostou města Brazzaville. V roce 1958 získal úřad konžského předsedy vlády v rámci Francouzského společenství, podařilo se mu potlačit politické konkurenty a 15. srpna 1960 vyhlásil nezávislost Konžské republiky, v níž zaujal funkci prezidenta. V roce 1961 se nechal v úřadě potvrdit zmanipulovanými volbami bez protikandidátů.

## Politické působení

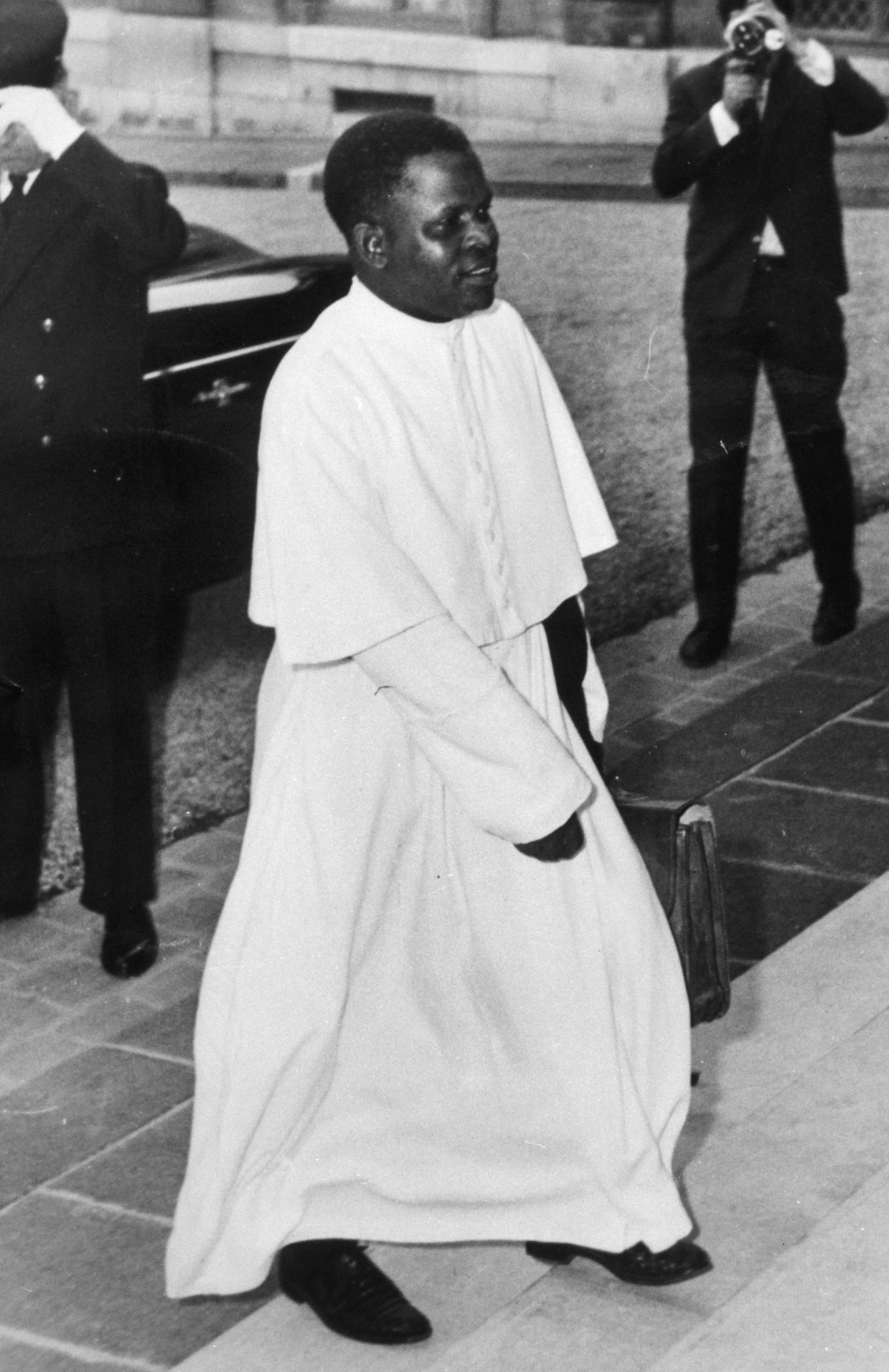
Fulbert Youlou v roce 1963

Youlou využíval klerikální rétoriku, i když ve skutečnosti měl s církevními autoritami řadu konfliktů kvůli svému mnohoženství i proto, že nosil na veřejnosti kněžské roucho i po svém suspendování. Profiloval se jako zastánce tržní ekonomiky a antikomunista: inicioval vznik tzv. Brazzavillské skupiny sdružující prozápadně orientované africké státy, podpořil svržení premiéra sousedního Konga-Libreville Patrice Lumumby. Zpočátku měl proto podporu Francie, kterou však ztratil kvůli kultu své osobnosti, represím vůči opozici, rostoucímu etnickému napětí, korupci a propadu ekonomiky. Youlouova snaha zavést systém jediné legální strany vedla ke konfliktu s odborovými předáky, který v srpnu 1963 vyústil ve vojenský převrat známý jako Tři slavné dny (Trois Glorieuses). Youlou odstoupil z funkce hlavy státu a nahradil ho dosavadní ministr plánování Alphonse Massemba-Débat, pod jehož vedením se země začala orientovat na Sovětský svaz. Youlou byl uvězněn, pak mu bylo dovoleno emigrovat do Konga-Libreville. V roce 1965 přicestoval do Francie (v rodné zemi byl mezitím v nepřítomnosti odsouzen k trestu smrti), ale Charles de Gaulle mu odmítl udělit azyl a nakonec mu bylo umožněno dožít ve Francově Španělsku, kde také vydal autobiografii Obviňuji Čínu, v níž označil svoje svržení za maoistický komplot. Zemřel v roce 1972, tehdejší konžský diktátor Marien Ngouabi povolil převoz jeho těla do Konga a pohřeb v rodné obci, ale jinak byl Youlou v Kongu persona non grata až do pádu komunistického režimu v roce 1991.